# Csungszan
Csungszan (hangul: 증산군, Csungszan-kun, handzsa: 甑山郡, RR: Chŭngsan-kun, ’üsthegy’) megye Észak-Koreában, Dél-Phjongan (P'yŏngan) tartományban. 1136-ban alapították, eredeti neve Sirumö (시루뫼, Sirumoe) volt. 1952-ben emelték megyei rangra.

## Földrajza
Északról Phjongvon (P'yŏngwŏn), nyugatról a Sárga-tenger (Nyugati-tenger), keletről Tedong (Taedong) megye, illetve Nampho (Namp'o) város Kangszo (Kangsŏ) kerülete, délről Nampho (Namp'o) város Oncshon (Onch'ŏn) megyéje határolja.
Legmagasabb pontja a 418 méter magas Meamszan (매암산; 매암山, Maeamsan).

## Közigazgatása
1 községből (up (ŭp)), 17 faluból (ri (ri)) áll:
| - Csungszan-up (증산읍; 甑山邑, Chŭngsan-ŭp) - Kvangdzse-ri (광제리; 廣濟里, Kwangje-ri) - Kumszong-ri (금송리; 金宋里, Kŭmsong-ri) - Rakszeng-ri (락생리; 樂生里, Raksaeng-ri) - Rjongdok-ri (룡덕리; 龍德里, Ryongdŏk-ri) - Rimszong-ri (림성리; 林城里, Rimsŏng-ri) - Manphung-ri (만풍리; 滿豊里, Manp'ung-ri) - Mubon-ri (무본리; 務本里, Mubon-ri) - Mundong-ri (문동리; 文洞里, Mundong-ri) | - Palszan-ri (발산리; 鉢山里, Palsan-ri) - Szacshon-ri (사천리; 沙川里, Sach'ŏn-ri) - Szokta-ri (석다리; 石多里, Sŏkta-ri) - Sinhung-ri (신흥리; 新興里, Sinhŭng-ri) - Iab-ri (이압리; 二鴨里, Iab-ri) - Csokszong-ri (적송리; 赤松里, Chŏksong-ri) - Cshongszan-ri (청산리; 淸山里, Ch'ŏngsan-ri) - Phungdzsong-ri (풍정리; 豊井里, P'ungjŏng-ri) - Hamdzsong-ri (함종리; 咸從里, Hamjong-ri) |

## Gazdaság
Csungszan (Chŭngsan) megye gazdasága földművelésre és halászatra épül.

## Oktatás
Csungszan (Chŭngsan) megye, kb. 20 általános és középiskolának ad otthont.

## Egészségügy
A megye számos egészségügyi intézménnyel rendelkezik, köztük 1 megyei és kb. 30 helyi kórházzal.

## Közlekedés
A megye közutakon a szomszédos helységek felől közelíthető meg. A megye vasúti kapcsolattal rendelkezik, a Namdong vasútvonal része.